# Cabonne
Cabonne är en kommun i Australien. Den ligger i delstaten New South Wales, i den sydöstra delen av landet, omkring 240 kilometer väster om delstatshuvudstaden Sydney. Antalet invånare var 13 386 vid folkräkningen 2016.
Följande samhällen finns i Cabonne:
- Molong
- Canowindra
- Cargo
- Eugowra
- Borenore
- Lewis Ponds
- Manildra
- Gumble
- Cudal
- Nashdale
- Obley
- Cumnock
- Murga